# Cal Brujas
Cal Brujas és un antic vapor del rodal de Sabadell. Es troba entre el riu Ripoll i l'antic camí cap a Santiga i Santa Perpètua. El projecte inicial, de l'arquitecte Juli Batllevell data de 1894, per encàrrec de la raó social Auxiliar Industrial Sabadellense, coneguda més tard com a cal Brujas, ja que més tard se'n feu càrrec Joan Brujas i Pellicer amb una instal·lació d'acabats. El pensament inicial preveia un edifici molt acadèmic, que combinava espais de circulació amb espais productius, simetritzat sobre una sala de calderes simbòlicament central. Tot i que alguns dels elements més formalitzats no es van arribar a construir, l'evolució de la fàbrica havia d'alterar completament la idea primera. Les ampliacions successives van allargar primer i doblar progressivament després les naus paral·leles al riu, i desdibuixar i eliminar les que no seguien aquesta direcció en la primera implantació, fins a cobrir una gran superfície contínua. El 1944 la fàbrica es complementava amb algunes edificacions auxiliars –menjador, vestidors–, alineades sobre el riu, que van desaparèixer el 1962; el 1964, aquests programes es van traslladar a l'extrem nord del volum principal. Aquesta fàbrica també es coneix per Sabadell Tèxtil o Arraona Tèxtil, SA.